# Никифоров, Вячеслав Владимирович
Вячесла́в Влади́мирович Ники́форов (7 октября 1966, Калининград — 13 октября 2024) — советский и российский футболист. Наиболее известен как игрок калининградской «Балтики». Один из рекордсменов по количеству игр за клуб. Детский футбольный тренер.

## Карьера
Воспитанник СДЮСШОР-5 «Юность» города Калининград. В 1983—1984, 1987—1993, 1995—1997 годах выступал за «Балтику», в составе которой провёл 336 матчей и забил 50 мячей. Победитель первого дивизиона 1995 года. Участник чемпионата России 1996 года, в котором «Балтика» добилась лучшего результата в истории клуба. Всего в высшем дивизионе России в 1996—1997 годах сыграл 31 матч.
Работал в СДЮСШОР-5 Калининграда.
Скоропостижно скончался после тяжёлой болезни 13 октября 2024 года в Калининграде в возрасте 58 лет.

## Достижения
- Победитель первого дивизиона чемпионата России (1 раз): 1995
- Победитель зональных турниров 2-й лиги СССР/России (2 раза): 1984, 1992
- Бронзовый призёр зональных турниров 2-й лиги СССР (1 раз): 1987